# Solsystemets uppkomst och utveckling

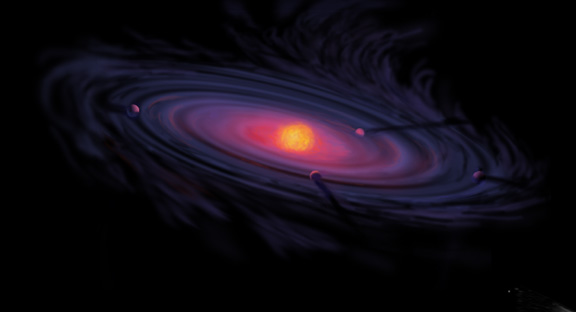
Konceptbild av en protoplanetär skiva

Teorierna kring solsystemets uppkomst och utveckling är komplexa och varierade och interagerar med flera olika vetenskapliga discipliner, från astronomi och fysik till geologi och planetologi. Under flera århundraden har teorier lagts fram om solsystemets uppkomst, men det var inte förrän på 1800-talet som utvecklingen av den moderna teorin tog fart. Med rymdålderns inledning så började bilder av och landningar på andra himlakroppar i solsystemet öka vår förståelse. Framsteg inom kärnfysiken gav oss en inblick i de processer som skapar stjärnor, vilket ledde till de första teorierna om hur de bildas och utvecklas. 

## Bildandet

### Solnebulosan

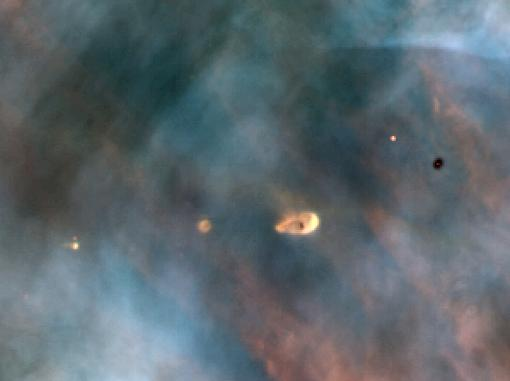
Bild tagen av Hubbleteleskopet som visar en protoplanetär skiva i Orionnebulosan, som troligen i hög grad liknar den nebulosan från vilken vår egen sol bildades.

Den rådande hypotesen om solsystemets bildande är nebularhypotesen, som först framlades av Emanuel Swedenborg 1734. 1755 vidareutvecklade Immanuel Kant, som kände till Swedenborgs arbete, teorin. Pierre-Simon Laplace utvecklade på egen hand en liknande teori 1796, och nebularhypotesen brukar idag kallas Kant-Laplaces nebularhypotes. Nebularhypotesen hävdar att solsystemet bildades för 4,6 miljarder år sedan genom en gravitationell kollaps av ett gigantiskt stoftmoln. Enligt denna hypotes skulle ur en i början formlös, ytterst förtunnad och starkt upphettad, ofantligt stor gasmassa (en nebulosa eller ett kosmiskt moln), till följd av avsvalning och rotation, hela vårt planetsystem ha uppstått med dess centralsol, alla i samma riktning och i ungefär samma plan kretsande planeter, dessas drabanter, Saturnus ringar och så vidare. Molnet var i början troligtvis flera ljusår i diameter och var inkubator för flera stjärnor.

## Åldersuppskattning
Med hjälp av radiometrisk datering har forskare uppskattat att den skiva av stoft och mindre partiklar, varur planeterna sedan bildades under en tid av miljoner år, uppstod för ca 4,57 miljarder år sedan. Så gamla bergarter finns inte tillgängliga från jorden, då jordklotets yta kontinuerligt omformas av erosion, vulkanism och plattektoniska rörelser. För att uppskatta solsystemets ålder så måste forskarna använda sig av meteoriter som bildades under de tidiga stadierna av solnebulosans förtätning. De äldsta meteoriterna (som till exempel Canyon Diablo-meteoriten) anses vara ca 4,6 miljarder år gamla, och därmed måste solsystemets förstadium ha funnits vid denna tid.